# Paris-Saint-Lazare (série télévisée)
Pour les articles homonymes, voir Saint-Lazare.
Paris-Saint-Lazare est une série télévisée française en six épisodes de 52 minutes diffusée en 1982 sur Antenne 2.

## Synopsis
Pendant 6 jours d'une même semaine, on suit la vie de quelques banlieusards : un étudiant et ses camarades, une vendeuse de chaussures qui cherche un père pour l'enfant qu'elle porte et qui croise tous les matins un garçon de café dans le train, un couple très amoureux qui se prépare à s'installer dans la vie, un couple au milieu de sa vie sur lequel le divorce plane, un couple complice qui doit affronter le chômage du mari à 55 ans, et enfin un retraité veuf. Ces personnes ont comme point en commun d'emprunter quotidiennement la gare Saint-Lazare.

## Distribution
| - Loleh Bellon : Andrée Tasson - Jean Bouise : Paul Tasson - Paul Le Person : René - Khady Thiam : Leïla - Aline Bertrand : Louise - Pascal Mazzotti : le comptable - Dominique Labourier : Mme Belleau - Didier Flamand : M. Belleau - Karol Zuber : un fils Belleau - Damien Boisseau : un fils Belleau - Christine Dejoux : Annick Le Morvan - Albert Dray : Lenoëc - Pascale Rocard : Rose - François Cluzet : Pierre - Renée Faure : la mère de Philippe - Valérie Dréville : une lycéenne - Yves Knapp : un lycéen - Patrick Bruel : un lycéen - Laurent Zagorac : un lycéen - Jean-Pierre Sentier : Philippe - Charlie Nelson : Jean-Louis - Henri Labussière : le patron breton - Jacques Rispal : le client poète - Paul Crauchet : un homme de la bande à Guérin - Tsilla Chelton : une femme de la bande à Guérin - Maurice Baquet : un homme de la bande à Guérin - Roger Riffard : un homme de la bande à Guérin | - Nathalie Courval : Catherine - Henri Genès : le directeur de l'agence - Charlotte Maury-Sentier : Gaëlle - Jean-Paul Bonnaire : M. Dubourel - Maryline Even : Mme Dubourel - Jacqueline Holtz : la dame de l'agence d'intérim - Zilouca : la concierge - Maurice Bénichou : le client d'Annick - Aïna Walle : la Galloise - Bertrand Lacy : Loïc - Jean-Pierre Bagot : un collègue de Philippe - Michel Such : un collègue de Philippe - Didier Agostini - Cyril Aubin - Cécile Auclert - Jean Bany - Michel Baumann - Philippe Brigaud : un homme à l'hôpital - Marie-Pierre Casey - May Chartrette - Jean Cherlian - Jenny Clève : la mère - Ève Cotton - Bob Decout - Germaine Delbat : la patronne de restaurant | - Cheik Doukouré : un homme à l'hôpital - Christiane Favali - Pierre Frag - Alain Frérot - Monique Garnier - Jean-Claude Guilbert - Raoul Guillet - Jean-Michel Haas : le détective - Bernard Larmande - Germaine Ledoyen - Claude Legros - Noëlle Leiris : la patronne d'Annick - Jean Lescot : le client de la banque - Kim Lokay - Elisabeth Mortensen - Bernard Musson - Jean Obé - Jacques Ramade - André Rouyer : le patron de bistrot - Georges Ruffin - Rachel Salik : une femme à l'hôpital - Sarah Sterling - Bernard Valdeneige - Mimi Young : une collègue d'Annick - Nono Zammit |

## Fiche technique
- Musique : Olivier Lartigue